# Norma Cruz

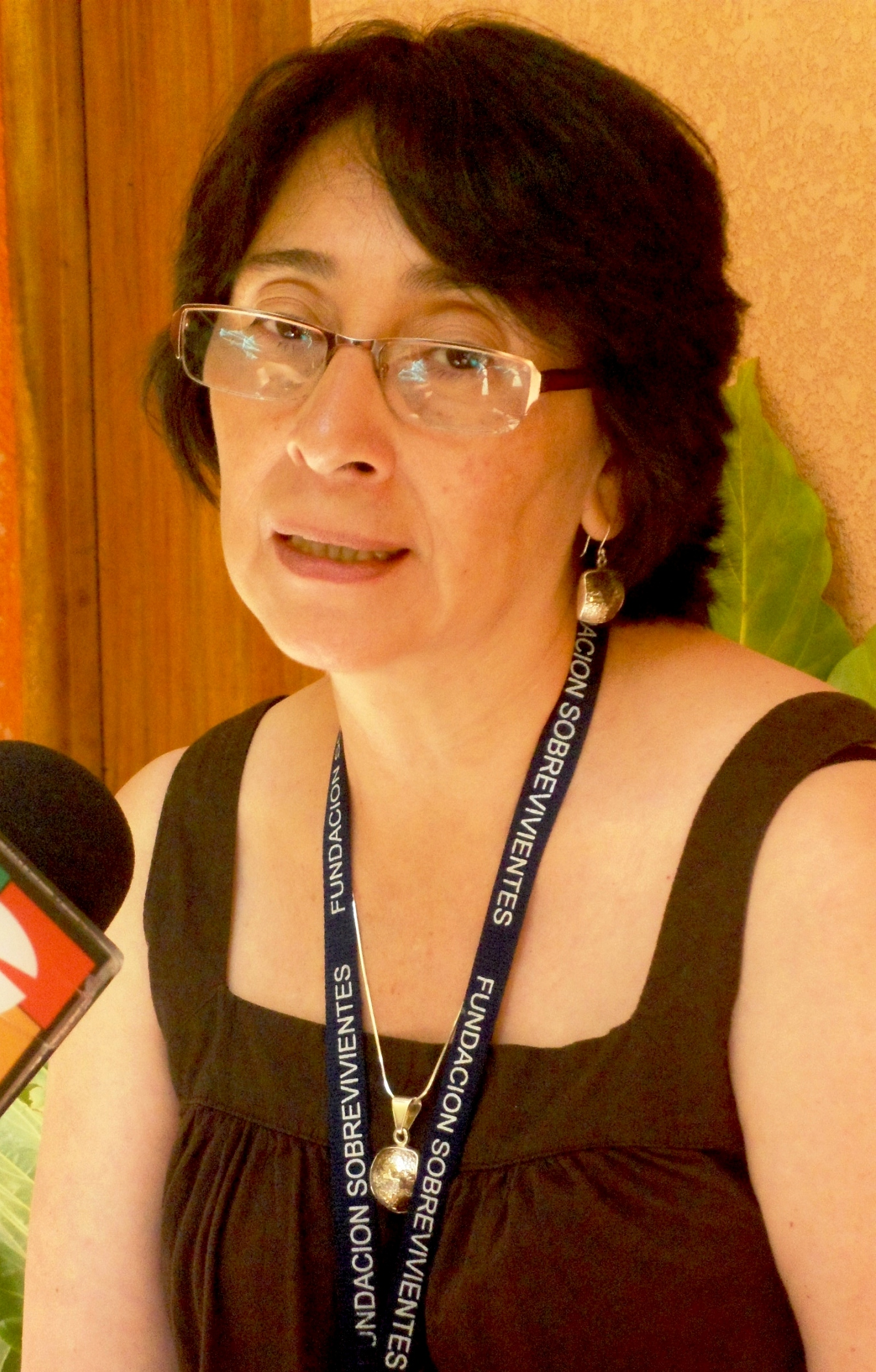
Norma Cruz (2011)

Norma Cruz Cordoba (* 1966 in Guatemala) ist eine guatemaltekische Frauen- und Menschenrechtlerin. Mit ihrer Stiftung kämpft sie für die Rechte vergewaltigter Frauen und entführter Kinder. Sie ist eine der bedeutendsten Frauenrechtlerinnen Lateinamerikas.

## Leben
Norma Cruz wurde 1966 geboren. Im Jahre 1999 wurde ihre Tochter von ihrem Stiefvater vergewaltigt. Norma kämpfte von da an vor Gericht für die Bestrafung des Mannes – und gewann. Sie hatte sie jedoch unglaublich viel Kraft, Geduld, Geld und Zeit gekostet und sie stand an der Grenze der Belastbarkeit. Um anderen Frauen, denen es in Guatemala ähnlich erging, zu helfen, war sie eine Mitbegründerin der „Fundacion Sobreviventes“ (Stiftung Überlebender), die 2003 gegründet wurde, mit Sitz in Guatemala-Stadt. Diese Organisation setzt sich dafür ein, dass Täter von Vergewaltigungen und Entführungen von Mädchen und Frauen nicht nur vor Gericht gestellt, sondern auch bestraft werden. Und dass die Verschleppung von Verhandlungen und die Korruption der Judikative in dieser Richtung ein Ende hat. Auch ist sie dem Kampf gegen den allgegenwärtigen Machismus und der allgemeinen Gewalt, z. B. durch Jugendgangs, in Guatemala gewidmet. Seit 2008 erhält sie regelmäßig Morddrohungen und steht unter Polizeischutz. Die Drohungen haben sich auch auf ihre Tochter und ihren Sohn ausgedehnt. Seit 2008 ist sie Leiterin der Stiftung und damit eine der führenden Frauenrechtlerinnen Lateinamerikas.

## Auszeichnungen
- International Women of Courage Award, 2009
- Frau des Jahres 2009 der Peacebrigades